# プロテクター (映画)
『プロテクター』（原題：The Protector、香港原題：威龍猛探）は、1985年製作のアメリカ・香港合作映画。ジャッキー・チェン主演、ジェームズ・グリッケンハウス監督。

## 概要
『バトルクリーク・ブロー』でアメリカで初進出したジャッキー・チェンが引き続いて主演した、アメリカ映画第2弾。香港のゴールデン・ハーベスト社とワーナー・ブラザースの合作として製作された。

## ストーリー
強盗団との戦いで相棒（パトリック・ジェームズ・クラーク）を失ったばかりのニューヨーク市警の刑事ビリー（ジャッキー・チェン）は、あるファッションショーの警備を担当するが、ショー主宰者の娘ローラ（ソーン・エリス）が何者かに誘拐され、香港へ連れ去られてしまった。
ビリーは新しい相棒ガローニ（ダニー・アイエロ）と共に香港へ派遣されるが、香港の署長（リチャード・クラーク）は二人に冷淡で協力が得られない。勝手に捜査を進めるビリーたちは、ローラをさらったのが香港マフィアのボス、コー（ロイ・チャオ）であることを突き止める。
やがてビリーはローラを救出するも、入れ替わりにガローニが敵の手に落ちてしまった。

## キャスト
| 役名                     | 俳優                             | 日本語吹替   | 日本語吹替 |
| 役名                     | 俳優                             | フジテレビ版 | ソフト版   |
| ------------------------ | -------------------------------- | ------------ | ---------- |
| ビリー・ウォン           | ジャッキー・チェン               | 石丸博也     | 石丸博也   |
| ダニー・ガローニ         | ダニー・アイエロ                 | 青野武       | 玄田哲章   |
| ソー・リン               | ムーン・リー                     | 弘中くみ子   | 榊原奈緒子 |
| ローラ・シャピロ         | ソーン・エリス                   | 達依久子     | 本田貴子   |
| ハロルド・コー           | ロイ・チャオ                     | 笹岡繁蔵     | 池田勝     |
| スタン・ジョーンズ       | キム・バス                       | 竹村拓       |            |
| サリー                   | サリー・イップ                   | 潘恵子       |            |
| ベニー・ガルーチ         | ビル・ウォレス                   | 徳丸完       | 田中正彦   |
| ホワイトヘッド署長       | リチャード・クラーク             | 大木民夫     | 田原アルノ |
| リー・ヒン               | ピーター・ヤン                   | 藤本譲       | 仲野裕     |
| 本部長                   | ローナン・オケイシー             | 北村弘一     | 広瀬正志   |
| ボブ・カントレル         | ロン・パラディ                   | 仲木隆司     | 相沢まさき |
| マイクル・アレクサンダー | パトリック・ジェームズ・クラーク | 大滝進矢     |            |
| コーの側近               | デビッド・ホー                   | 真実一路     |            |
| 署長                     | ビクター・アーノルド             | 阪脩         |            |

- ソフト版：DVD、BD収録　NETFLIX配信
  - 演出：市来満　制作：寺田剛（アウラ）栗林秀人（くりぷろ）
  - 吹替制作スタジオ：スタジオザウルス
  - ※グリッケンハウス版で制作。

- フジテレビ版：初回放送1987年4月11日『ゴールデン洋画劇場』※エクストリーム・エディションBD収録
  - 翻訳：額田やえ子、効果：スリーサウンド、調整：高橋久義、演出：壺井正
  - ※ジャッキー版で制作。

## スタッフ
- 監督・原案：ジェームズ・グリッケンハウス
- 脚本：エドワード・タン
- アクション監修：成家班
- 音楽：ケン・ソーン
- 製作総指揮：レイモンド・チョウ
- 製作：デヴィッド・チャン、レナード・ホー
- 製作会社：ゴールデン・ハーベスト、ワーナー・ブラザーズ

## 作品解説
- 本作は、1981年の時点で企画され1982年には撮影開始予定だったが『プロジェクトA』制作のため一旦企画中止。1984年になり撮影が開始され、ジャッキーは9月17日にニューヨークへ。約1ヶ月半後の10月16日に撮影を終えて香港へ戻り、再び香港で12月まで追加撮影した。
- ヘリコプターのシーンでは、4000フィートのフィルムが消費され、このシーンだけで約50万ドル（約1億2000万円）もの製作費が投入された。
- アメリカロケではニューヨーク市が全面協力し、悪名高いサウスブロンクスのロケの時には「パンクス」と呼ばれる街のアウトローたちがビールだけのギャラで友情出演した。
- 香港ロケでも皇家香港警察が全面協力し、数百人の警察隊が協力。クライマックスの武装ヘリのシーンでは3機のヘリコプターが完全に大破してしまった。

### グリッケンハウス版とジャッキー版
『ダーティハリー』のような作品を意図していたジェームズ・グリッケンハウス監督とジャッキー・チェンは撮影中から相当に反発し合っており、特にアクション関係の演出について2人は決定的に意見が食い違っていた。このため作品の出来に不満なジャッキーが制作元のワーナーに詰め寄り、最終的にアジア圏で公開するバージョンについてはジャッキーが監督として修正を入れることを承諾させる。この行動に、ゴールデン・ハーベスト側のレイモンド・チョウ社長はワーナー社との契約違反となることを危惧したが、最終的には改訂のための費用は全てジャッキーが個人で捻出し、ジャッキー自身の責任において行うことで目をつぶっている。
作品の改訂権を得たジャッキーは直ちに脚本の改訂を行い、出演者たちを再び集め、さらには新たな登場人物（サリー・イップが演じるサリーなど）とエピソードを追加し、ほとんどのアクションシーンをジャッキーが監督して撮り直しを行い、グリッケンハウスが完成させたものと差し替えを行った。さらに改訂前には存在しなかったサリーを訪ねて行った先のスポーツジムでのアクションや、リーが襲撃された時の戦闘シーンなど新規のものが追加された。そしてジャッキーが「自分の作品に相応しくない」として、ダーティハリー風に口汚く罵るような台詞を広東語吹替の際に悉く別の台詞に差し替え、敵の秘密工場で働いているシーンでは働いている全裸の女性工員を白衣の男に変更して撮り直している。さらにその他のシーンでも多くのシーンを細かくカットしており、追加シーンがあるにもかかわらず上映時間は数分短くなっている。こうして本作には、欧米圏で公開されたグリッケンハウス版（インターナショナル版）と、東南アジア圏で公開されたジャッキー版の2種類が存在することになった。本作のビデオやDVDソフトについて、グリッケンハウス版はアメリカを中心にソフト化されているが、それ以外の国では主にジャッキー版を発売しており、グリッケンハウス版の発売国は少ない。
日本公開版はグリッケンハウス版とジャッキー版を部分的に抜き出してつなぎ合わせた編集をした最も長いバージョンとなっており、英語の台詞と広東語の台詞が混在している独自の編集となっている。またグリッケンハウス版・ジャッキー版共に無いエンディングのNGシーンも日本独自に編集して追加されている。

## 日本で発売されたDVD・BD

### スパイク版DVD
ジャッキー版。87分（PAL早送り）。広東語5.1ch、北京語5.1ch。4：3レターボックス、ビスタサイズ。オリジナル予告編、サイクロンZ、スパルタンX予告編収録。片面1層。

### ユニバーサル版DVD
「成龍 ジャッキー・チェン アクション・ヒストリーDVD-BOX」内のみ収録。
グリッケンハウス版。95分。英語ドルビー6.1ch、dts-ES。16:9ビスタサイズ。オリジナル、最新版、日本版予告編収録。デジタル・リマスター版。片面2層。

### パラマウント版DVD
グリッケンハウス版。95分。英語ドルビー6.1ch、dts-ES。16:9ビスタサイズ。デジタル・リマスター版。

### パラマウント版DVD〈日本語吹替収録版〉
ジャッキー版。95分。英語6.1chサラウンド、英語6.1chDTS、日本語吹替／2.0chステレオ。予告編集（オリジナル予告編／最新版予告編）、フォトギャラリー（写真集／スライドショー）、日本版劇場予告編。

### パラマウント版BD
グリッケンハウス版。95分。英語5.1chDTS、日本語吹替／2.0chステレオ。
＜特典映像＞日本公開復刻版本編（104分。音声：英語（一部 広東語）2.0chモノラル）。ジャッキー・チェン監督版本編（87分。音声：広東語 2.0ｃｈモノラル）。メイキング映像、予告編集（オリジナル予告編／最新版予告編）、日本版劇場予告編、フォトギャラリー、グッズ・フォトギャラリー。

### パラマウント版BD エクストリーム・エディション
日本公開版本編。97分。英語（一部広東語）：2.0chモノラル／日本語吹替（フジテレビ版）：2.0chモノラル。
インターナショナル版（グリッケンハウス版）本編。95分。英語：5.1DTS-HD Master Audio／日本語吹替（新録版）：2.0chステレオ。
＜特典映像＞ジャッキー・チェン監督版本編（87分。音声：広東語 2.0ｃｈモノラル）。メイキング映像。グッズ・フォトギャラリー。予告編集（オリジナル予告編／インターナショナル版予告編）。フォトギャラリー（写真集／スライドショー）。日本版劇場予告編。日本公開版特報。日本版TV CM。